# Lyons Peak
Der Lyons Peak ist einer der höchsten Berge im San Diego County. Der Gipfelbereich ist durch ein fast rechteckiges geschütztes Gebiet des Cleveland National Forest umschlossen. Am Gipfel selbst befindet sich seit dem Jahr 1913 ein Feuerwachturm.
Es gibt keinen öffentlichen Zugang zum Gipfel. Dieser ist vollständig von Privatgelände umschlossen.

## Weblink
- https://peakbagger.com/peak.aspx?pid=21331